# Figueiredo (Guimarães)
Figueiredo é uma povoação portuguesa do Município de Guimarães que foi sede da extinta Freguesia de Figueiredo, freguesia que tinha 2,06 km² de área e 436 habitantes (2011), e, por isso, uma densidade populacional de 211,7 hab/km².
A Freguesia de Figueiredo foi extinta em 2013, no âmbito de uma reforma administrativa nacional, para, em conjunto com as Freguesias de Leitões e Oleiros, formar uma nova freguesia denominada União das Freguesias de Leitões, Oleiros e Figueiredo com a sede em Leitões.

## População
| População da freguesia de Figueiredo (1864 – 2011) | População da freguesia de Figueiredo (1864 – 2011) | População da freguesia de Figueiredo (1864 – 2011) | População da freguesia de Figueiredo (1864 – 2011) | População da freguesia de Figueiredo (1864 – 2011) | População da freguesia de Figueiredo (1864 – 2011) | População da freguesia de Figueiredo (1864 – 2011) | População da freguesia de Figueiredo (1864 – 2011) | População da freguesia de Figueiredo (1864 – 2011) | População da freguesia de Figueiredo (1864 – 2011) | População da freguesia de Figueiredo (1864 – 2011) | População da freguesia de Figueiredo (1864 – 2011) | População da freguesia de Figueiredo (1864 – 2011) | População da freguesia de Figueiredo (1864 – 2011) | População da freguesia de Figueiredo (1864 – 2011) |
| -------------------------------------------------- | -------------------------------------------------- | -------------------------------------------------- | -------------------------------------------------- | -------------------------------------------------- | -------------------------------------------------- | -------------------------------------------------- | -------------------------------------------------- | -------------------------------------------------- | -------------------------------------------------- | -------------------------------------------------- | -------------------------------------------------- | -------------------------------------------------- | -------------------------------------------------- | -------------------------------------------------- |
| 1864                                               | 1878                                               | 1890                                               | 1900                                               | 1911                                               | 1920                                               | 1930                                               | 1940                                               | 1950                                               | 1960                                               | 1970                                               | 1981                                               | 1991                                               | 2001                                               | 2011                                               |
| 240                                                | 246                                                | 257                                                | 269                                                | 284                                                | 261                                                | 248                                                | 282                                                | 343                                                | 376                                                | 385                                                | 439                                                | 461                                                | 484                                                | 436                                                |

## Património
Igreja Paroquial

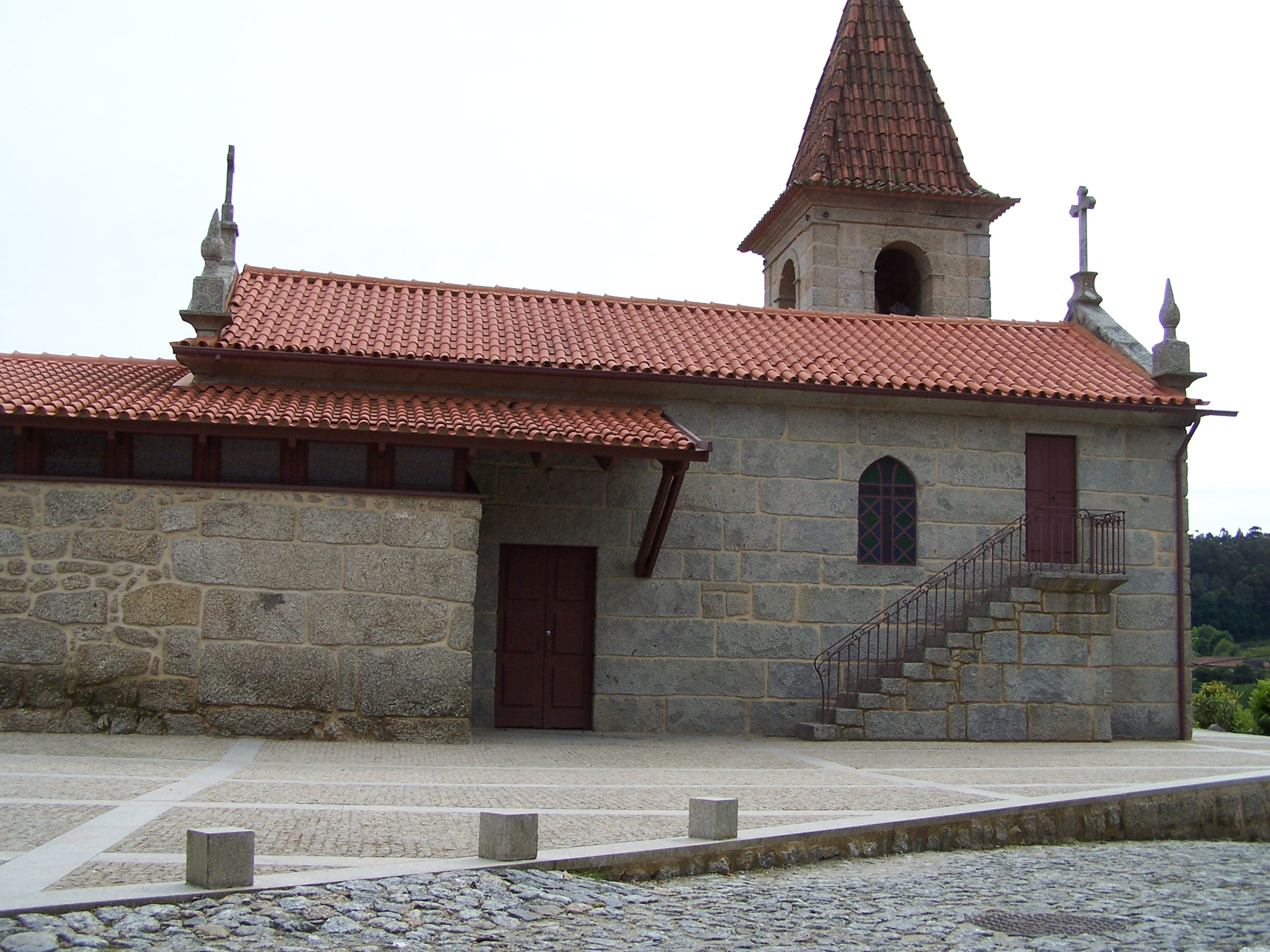
Igreja Paroquial Figueiredo

Capela de São Roque

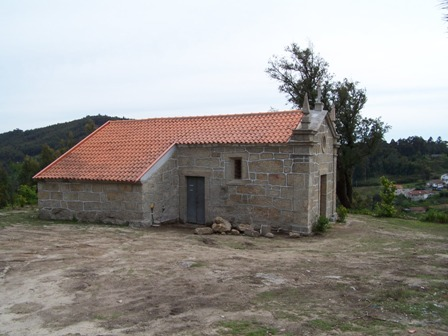
Capela S. Roque
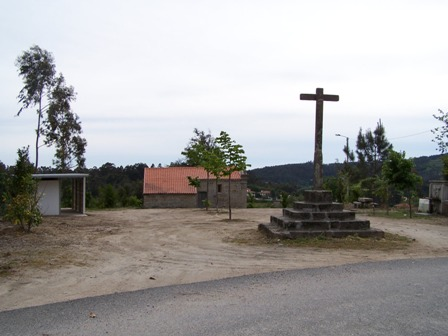
Capela S. Roque e Cruzeiro
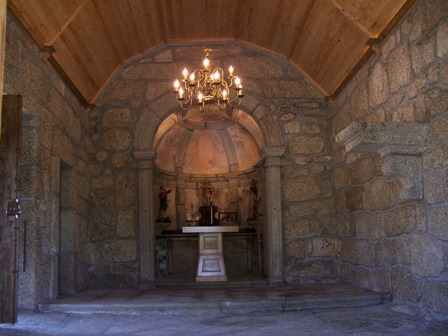
Interior da Capela
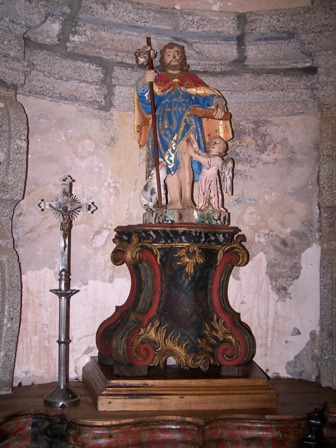
Interior da Capela
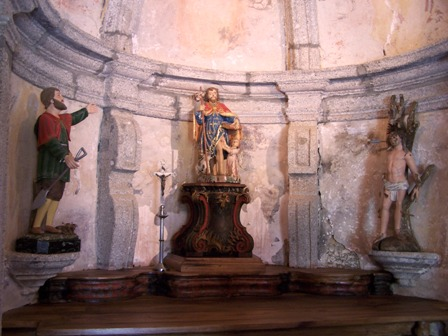
Interior da Capela
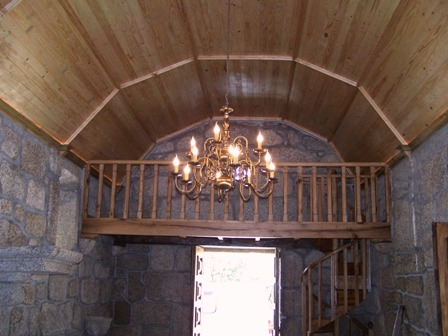
Interior da Capela

## Actividades económicas
- Agricultura
- Indústria
- Comércio

## Associações/Colectividades
- CNE - Agrupamento 22 de Figueiredo
- Grupo Coral - As Estrelinhas
- Legião de Maria